# Pseudochalcothea sakaii
Pseudochalcothea sakaii är en skalbaggsart som beskrevs av Franz Antoine 2000. Pseudochalcothea sakaii ingår i släktet Pseudochalcothea och familjen Cetoniidae. Inga underarter finns listade i Catalogue of Life.